# Arcanum: Of Steamworks and Magick Obscura
Arcanum: Of Steamworks and Magic Obscura (o simplemente Arcanum) es un videojuego de rol desarrollado por Troika Games y publicado por Sierra Enterntainment para Microsoft Windows.
Lanzado al mercado en agosto de 2001, Arcanum tiene lugar dentro de un mundo de fantasía en constante cambio, debido a su propia Revolución Industrial, y en donde la magia y la tecnología conviven mutuamente. La trama se enfoca en el sobreviviente de un dirigible derribado, y en su aventura por descubrir quiénes orquestaron el ataque; sin embargo, en el camino se irá dando cuenta de que un antiguo poder esta queriendo regresar al mundo para generar caos.El juego, orientado desde una perspectiva isométrica y con un mundo abierto, le ofrece al jugador la oportunidad de crear un protagonista con una gran variedad de habilidades, incluida la opción de elegir entre la magia o la tecnología para así combatir a sus enemigos y completar misiones de diferentes maneras.
Arcanum resultó ser un éxito comercial para Troika Games después de su lanzamiento, vendiendo más de 200.000 unidades y generando un ingreso de 8,8 millones de dólares. Según NPD Intelect, Arcanum fue el cuarto juego mejor vendido durante el tiempo de su lanzamiento.

## Sistema de Juego
Arcanum presenta un sistema de juego que consiste en viajar a través del mundo del mismo nombre, visitar diferentes lugares e interactuar con sus habitantes, casi siempre en tiempo real. Ocasionalmente, algunos personajes le pedirán ayuda al protagonista para completar ciertas tareas o misiones, y el jugador deberá completarlas para así obtener objetos especiales, puntos de experiencia o nuevos compañeros que se unan a la aventura. Algunas misiones ofrecen una variedad de soluciones para el jugador. Dependiendo de su estilo de juego, podrá consistir en el combate, persuasión, robo, soborno, etc. Además, el jugador podrá encontrarse también con una gran variedad de enemigos hostiles, los cuales tendrá que combatir ya sea en tiempo real o por turnos (esto, en caso de que no se utilice el sigilo o la diplomacia).

### Combate
Hay tres modos de combate en Arcanum los cuales fueron incluidos en la versión final del juego: tiempo real, por turnos y una versión más rápida por turnos. Este último diseño ha recibido ciertas críticas por parte de los jugadores, alegando que esta pobremente balanceado y es muy frenético.Las capacidades de combate del protagonista están mayormente controladas por las habilidades relacionadas con el combate y el equipamiento. Para poder atacar automáticamente, el jugador deberá presionar encima del PNJ enemigo teniendo en cuenta que debe estar posicionado dentro del rango de ataque.
Entre las habilidades de combate que el protagonista puede tener están el cuerpo a cuerpo (con una habilidad adicional llamada "puñalada", para personajes de sigilo), armas arrojadizas, tiro con arco, armas de fuego, y una gran variedad de hechizos de diferentes escuelas de magia. El jugador podrá decidir si utilizar o no la violencia en determinadas situaciones, acarreando consecuencias para el protagonista y sus compañeros. Algunos compañeros controlados por la inteligencia artificial del juego podrán incluso encontrar las decisiones tomadas como moralmente cuestionables, ocasionando la pérdida de reputación y hasta en ocasiones el abandono u hostilidad.

### Creación de personaje
Arcanum comienza con la creación del personaje, pudiendo elegir de entre una gran variedad de razas, atributos, habilidades tecnológicas o mágicas, rasgos de historia, etc. Aunque también el jugador tendrá la opción de elegir un personaje prediseñado por el juego. En el transcurso de la aventura, el protagonista podrá ir mejorando sus habilidades gastando la experiencia obtenida a través de las tareas o misiones completadas, y los enemigos derrotados.Cada vez que el jugador gana un nivel, puede decidir si gastar un punto de personaje en los atributos, habilidades de armas, disciplinas tecnológicas, escuelas de magia, habilidades de ladrón, habilidades sociales, etc. Cada quinto nivel alcanzado, el jugador obtendrá un punto de personaje adicional sumando un total de 64 puntos de personaje durante todo el transcurso de la aventura.El jugador solo controlará al protagonista directamente aunque podrá reclutar a diferentes compañeros dependiendo de sus aptitudes y alineamiento.
El protagonista tendrá la opción de especializarse ya sea en la tecnología; la cual enfatiza la fabricación de armas de fuego, munición y otros objetos de varios componentes, la magia; concentrada mayormente en el uso de hechizos y pociones, o un camino neutral; balanceando tanto el uso de la tecnología como de la magia con mayor flexibilidad. El juego utiliza un medidor para indicar que tan inclinado esta el personaje entre una u otra. Si el jugador ha gastado más puntos de experiencia en la magia entonces el medido se inclinara a favor de la magia, como también si se gastan los puntos de experiencia en la tecnología entonces sucederá lo opuesto.Esto también afectará la manera en la que el protagonista interactúa con ciertos objetos, por ejemplo, si se es afín a la magia, los objetos tecnológicos no funcionaran adecuadamente, lo mismo ocurrirá en el caso contrario.

### Módulos
Arcanum, así como otros juegos similares, como Neverwinter Nights, brinda la capacidad de poder crear "módulos". Mapas y misiones personalizables mediante un programa editor. Un ejemplo vendría siendo Vormantown, el cual ya viene incluido dentro del juego. Otros módulos oficiales también están disponibles para ser descargados.

## Sinopsis

### Ambientación
Arcanum es el nombre del mundo de fantasía en el cual se desenvuelve el juego. Consiste en un continente principal y tres islas adyacentes.El mundo de Arcanum está habitado por diferentes razas similares a las encontradas en las obras de J. R. R. Tolkien, como los humanos, elfos, medios-elfos, enanos, gnomos, medianos, orcos, ogros y otras formas de vida. El jugador podrá elegir entre todas estas razas a la hora de crear su personaje.El continente de Arcanum está dividido entre diferentes entidades políticas. El Reino Unificado está industrializándose rápidamente, sus mayores ciudades son Tarant y Ashbury, y es el reino más avanzado a nivel tecnológico. El Reino de Cumbria es un reino deteriorado, sus principales ciudades son Dernholm y Raíz Negra, y además es gobernado por un rey muy viejo y conservador. El Reino de Arland, el cual se extiende desde Caladon a Roseborough, es un pequeño reino con una monarquía próspera al oeste de las Montañas Infranqueables. En el Bosque Trémulo, el más grande de todo Arcanum, se encuentra la ciudad élfica de Qintarra y la ciudad élfica oscura de T'sen-Ang, y no se ha visto afectado por los avances tecnológicos de la época. Las Montañas Infranqueables son el hogar de los últimos clanes enanos: el Clan Montaña Negra, el Clan Cortarroca, el Clan Rueda y el Clan Hierro. Existen otros asentamientos menores por todo el continente, además de ruinas de civilizaciones pasadas. La mayor de estas ruinas es Vendigroth, cuya ciudad fue la más avanzada en Arcanum, pero luego tuvo un misterioso final.
Una dinámica importante del juego es la dicotomía entre la magia y la tecnología del mundo. La tecnología es explicada de tal manera que siempre usa las leyes de la física para producir un resultado: por ejemplo, un rayo de electricidad de una arma de Tesla creará un arco a través del camino más conductivo hacia su objetivo, generando mucho más daño entre ciertas clases de armaduras. La magia, por otro lado, es explicada de tal manera que manipula las leyes físicas para, por ejemplo, hacer que un hechizo eléctrico viaje lo más rápido posible hacia el objetivo, en vez utilizar su camino natural. Las dos ramas son incompatibles hasta el punto que ambas se cancelan entre ellas mismas. Los dispositivos tecnológicos se volverán ineficaces e incluso permanentemente inoperables en la presencia de magia muy poderosa, y viceversa. Gran parte de la población de Arcanum ha elegido por adoptar la tecnología gracias a su eficiencia, accesibilidad y confiabilidad, mientras que la gran mayoría de los elfos, elfos oscuros, y algunos humanos y medios-elfos continúan practicando exclusivamente la magia. Esto también afecta la manera en la que interaccionan los personajes, ya que por ejemplo utilizar hechizos contra armas de fuego termina siendo algo completamente ineficaz.
Orcos y ogros son tratados como una cultura primitiva, vistos como salvajes por la gente civilizada de Arcanum, los cuales poseen el control de la mayor parte de la industria y las ciudades. Hay una gran enemistad entre los elfos y los enanos, los primeros inclinados a ser una sociedad enteramente mágica, y los segundos siendo precursores en el uso de la tecnología. Además, muchos elfos culpan a los enanos de los constantes avances tecnológicos que han ocasionado la pérdida de su poder en el continente. Los científicos no son bienvenidos en sociedades mágicas como las de Qintarra o Tulla, aunque pueden ser respetados si demuestran ser personas con buenas intenciones. Por el contrario, un mago podrá ser admitido para tomar el tren con la única condición de que viaje en el último vagón, aunque si es muy poderoso no podrá hacerlo.

### Trama
Arcanum empieza con una cinemática en la que se nos muestra el dirigible de lujo IFS Céfiro en su primer viaje de Caladon a Tarant. Dos artefactos voladores, pilotados por bandidos medios-ogros, se acercan a la aeronave y comienzan a atacarlo, haciendo que se estrelle. Un viejo hombre gnomo, el cual es un pasajero a bordo del Céfiro, está muy malherido debajo de los escombros, este alcanza al protagonista y le da un anillo, pidiendo que se lo lleve al "muchacho", luego sucumbe ante las heridas y muere. Al ser el único sobreviviente del ataque, el protagonista es proclamado como "El Ser Sublime", por la única persona que observó todo el suceso, un hombre llamado Virgil. A partir de este punto la historia se centrará en la búsqueda del origen del anillo. En el transcurso del juego, el jugador ira descubriendo mucho más acerca de la historia de Arcanum, la motivación de los asesinos que intentaron matar al protagonista, y la identidad de la persona que quiere destruir todo el continente.
Arcanum es un ejemplo de un videojuego de rol no lineal. En varios momentos de la aventura, el jugador tendrá que tomar ciertas decisiones que alterarán el curso del juego, cerrando la posibilidad de hacer ciertas tareas pero abriendo otras nuevas. La misión principal del juego se desarrollará en última instancia de acuerdo a cómo el jugador maneje la dicotomía entre la magia y la tecnología. Muchas de las misiones secundarias permiten ser resueltas mediante varias soluciones, dependiendo de la especialización del personaje, así como algunas partes de la misión principal pueden resolverse de manera mucho más sencilla mediante el diálogo en vez de por medio del combate. La alineación del protagonista, ya sea buena o mala, también afectará a la manera en la que los PNJ interactúan con el jugador.
El juego también es conocido por la posibilidad de completarlo mediante una ruta enteramente pacifista o violenta. El jugador puede, técnicamente, asesinar a todos los PNJ del juego y aun así completarlo sin ningún problema. Si el jugador ha asesinado a un personaje que era parte importante de la trama, este soltará todo lo que le protagonista necesitaba saber en la forma de una nota o un libro.Así como también, el jugador puede decidir no utilizar la violencia desde el inicio del juego hasta la pelea final con el jefe (aunque esto requiere ciertas condiciones para poder lograrlo). La mayoría de los jugadores se irán por una ruta intermedia, pero la posibilidad es bastante inusual y muy popular entre los seguidores del juego.

## Desarrollo
La prueba pública de la beta de Arcanum comenzó el 7 de agosto de 2000.Fue el primer juego lanzado por la ya extinta desarrolladora de videojuegos Troika Games, cuyo equipo consistía en antiguos trabajadores de Interplay Entertainment, siendo el más notable de ellos Tim Cain, responsable del aclamado juego Fallout (1997). Al momento de su lanzamiento, Arcanum se encontró con algunos problemas como que el juego era incompatible con algunas tarjetas gráficas, en este caso la Voodoo2, y algunos controladores de Nvidia como el Detonator3. Más adelante, el juego también presentó problemas con el programa de protección de copias SecuROM, ocasionando incompatibilidad con algunas tarjetas de sonido y lectores de CD-ROM. Dichos problemas, sumados a algunos otros errores en el sistema de juego, fueron objeto de duras críticas por parte de los jugadores.
El último parche oficial, 1.0.7.4 fue lanzado en octubre de 2001.Tras el fin del soporte oficial para el juego, varios parches no oficiales fueron creados por la comunidad de jugadores para arreglar algunos problemas y errores faltantes.

### Diseño
El enorme mundo de Arcanum, comparte ciertas similitudes con el de Fallout (1997), en concreto el hecho de que ambos juegos tienen pocos pueblos, ciudades y lugares de interés, sin embargo, el mundo de Arcanum es mucho más grande y diverso que el de Fallout. El sistema de viaje rápido de Arcanum es también muy similar al de la saga The Elder Scrolls, pudiendo atravesar el mundo en tiempo real (encontrándose ocasionalmente con algún grupo de enemigos), sin el uso constante de un mapa, y también en el hecho de que el juego no fuerza al jugador a tener completar la misión principal.
El juego viene con un editor incluido dentro de los archivos, llamado WorldEdit, permitiéndole al jugador crear sus propios mapas, campañas y PNJ. El programa permite la utilización de objetos del juego en nuevos mapas mediante una interfaz gráfica de usuario. La edición es llevada a cabo desde una perspectiva isométrica. Los jugadores podrán cambiar las variables del juego, como por ejemplo las habilidades necesarias para lograr una acción o el tiempo de reacción de los objetos. Los jugadores también podrán crear nuevos objetos utilizando el editor de escenarios.

### Secuela
En una entrevista para Nextgame.it en el año 2000, Tim Cain anunció los planes una secuela de Arcanum, pero estos planes nunca pudieron llevarse a cabo ya que Troika Games entró en disolución el 30 de septiembre de 2005.
En septiembre de 2006, uno de los programadores principales y cofundador de Troika Games, Leonard Boyarsky, divulgó que el estudio había comenzado a trabajar en la secuela bajo el nombre de Journey to the Centre of Arcanum, el cual usaría el motor gráfico Source, diseñado por Valve. El desarrollo se vio truncado por disputas entre Sierra Entertainment y Valve, trayendo como consecuencia la cancelación del proyecto.
En 2023, Cain comentó que el juego iba a tomar como inspiración la obra Viaje al centro de la tierra de Julio Verne, y que la ambientación tendría lugar bajo tierra. En la trama, el protagonista sería contratado por la esposa de Franklin Payne para así encontrar a su esposo. Payne habría partido a una expedición subterránea en búsqueda de una civilización antigua luego de construir una máquina excavadora. Durante el juego, el jugador se encontraría con un mineral especial que le permitiría crear objetos mezclando magia y tecnología sin ningún inconveniente.

### Banda sonora
Compuesta por Ben Houge, la banda sonora de Arcanum incluye una instrumentación inusual, distanciándose de piezas de orquestas sinfónicas, muy populares en los videojuegos de rol. En vez de eso, la música es tocada casi en su totalidad por un cuarteto de cuerdas. Las canciones siguen el formato convencional de los juegos rol, viñetas cortas las cuales son repetidas en bucle, con cada área usando una canción diferente, al igual que el combate. La banda sonora fue producida por Ben Houge y Jeff Pobst, con Leonard Keylin en el primer violín, Kathy Stern en el segundo violín, Vincent Comer en la viola, Susan Williams en el violonchelo, Evan Buehler en la marimba, y el mismo Ben Houge en el yembé, palo de lluvia y sintetizador.La banda sonora no fue lanzada comercialmente pero está disponible para descargar gratis.

## Recepción

### Ventas
En un artículo para GameSpot, Desslock reportó que Arcanum se «vendió muy bien» en los Estados Unidos durante las primeras semanas de lanzamiento, pero luego se "desvaneció" de las listas.El juego entró dentro de la clasificación de ventas de NPD Intelect en la posición #4 para agosto de 2005.Luego fluctuó entre las posiciones #4 y #5 durante dos semanas más,para después salir de la tabla de clasificación entre el 9 y 15 de septiembre.Arcanum fue el undécimo juego de computadora mejor vendido en los Estados Unidos durante el mes de septiembre de 2001.con un total de 69.522 unidades vendidas para el mes noviembre.De acuerdo con Chart-Track, Arcanum también fue el décimo juego de computador mejor vendido en el Reino Unido durante el mes de septiembre. Resaltando la posición del juego, Anthony Holden de PC Zone escribió que, fue bueno ver que un juego de rol pequeño con un solido sistema de juego pudiera vender varias unidades.
Arcanum vendió un total de 234.000 unidades y recogió una ganancia de 8.8 millones de dólares para febrero de 2005. Fue el juego más exitoso comercialmente lanzado por Troika Games hasta el momento. El sitio web GameDaily calificó su desempeño comercial como deficiente, además de un factor contribuyente al posterior cierre del estudio en el 2005.

### Críticas
Carla Hacker de la revista Next Generation, calificó el juego con 4 estrellas de 5, y reseñó que Arcanum es un profundo y atractivo juego de rol que se desvía de la ambientación tradicional de fantasía.
Arcanum recibió críticas "generalmente favorables", de acuerdo con una recopilación de reseñas hecha por el sitio web Metacritic.
El juego recibió el premio "Editor's Choice" de parte de IGNy GameZonecon puntuaciones de 8,7/10 y 90/100 respectivamente. IGN reseñó que "la historia es rica y compleja",alabando el sistema de creación de personaje, su mundo abierto, y el tamaño del mapa.También destacaron la respuesta del juego con el jugador diciendo, un elfo bien creado puede que obtenga mas respuestas de un aristócrata que un medio-ogro, las conversaciones pueden ser totalmente distintas.Sin embargo IGN, criticó también la interfaz de usuario tildándola de "poco intuitiva y directamente tosca",además de que "ocupa casi un tercio de la pantalla".GameZone por otro lado llamó al juego como "un juego de rol con algo extra",alabando la creación del personaje y el sistema de juego, diciendo, este juego estará en tu computador durante meses.Adicionalmente también destacaron la gran variedad de armas y armaduras que se pueden utilizar en la aventura.
Arcanum también recibió elogios de parte del programa The Electric Playground, el cual lo calificó con una puntuación de 9/10, llamándolo "el juego de rol mas abierto y diverso hasta la fecha".Game Revolution alabó el juego particularmente por su sistema de creación de personaje, diciendo, quien quiera que seas, el mundo de (Arcanum) te tratará como tal,aunque también criticaron sus gráficos. Game Informer le dio una puntuación de 6,75/10,GamePro le dio un 4/5y Mygamer.com un 8/10.
GameSpot le dio a Arcanum una calificación de 7,3/10, comentado que "es una experiencia de rol cautivante e inmersiva".alabando además la ambientación como "un buen concepto".Su reseña, sin embargo, también hizo una crítica a los gráficos, y la interfaz de usuario poco intuitiva, alegando que, "no hay nada fascinante al respecto de sus gráficos anticuados y descoloridos".
Los editores de la revista Computer Games Magazine nombraron a Arcanum el mejor juego de rol del año 2001, solamente empatado con Wizardry 8, y además lo presentaron con su premio al mejor guion. Reseñaron que el juego esta "fenomenalmente escrito" con una ambientación "increiblemente creativa".Arcanum también ganó el premio a "Mejor Juego de Rol del año 2001" de parte de PC Gamer EEUU', RPG Vault, The Electric Playground y IGN.y fue nominado en GameSpy como "Mejor Juego de Rol de PC del año" y en GameSpot como "Mejor juego de rol" y "Mejor historia".Los editores de PC Gamer escribieron acerca del juego que, "Arcanum superó con creces nuestras expectativas, optimizando todo lo que amamos en un juego de rol para computador".